# Sân bay Jersey
Sân bay Jersey (IATA: JER, ICAO: EGJJ) tọa lạc ở giáo xứ Saint Peter, 4 NM (7,4 km; 4,6 mi) west tây bắc Saint Helier trong Jersey, ở quần đảo Channel.

## Lịch sử

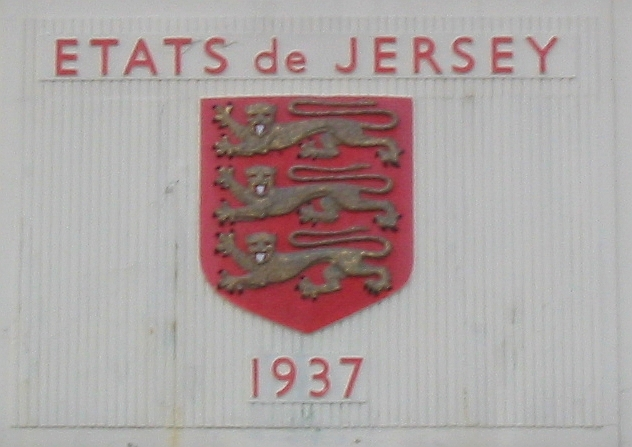
Huy hiệu và ngày trên táp không lưu cũ 1937

Các tuyến bay đến Jersey trước năm 1937 bao gồm máy bay hai tầng cánh và một số thủy phi cơ hạ cánh trên bãi biển tại Saint Aubin bay. Các hãng hàng không Jersey Airways Imperial Airways là một trong số những hang hoạt động tại đảo này trước Chiến tranh thế giới thứ hai, nhưng điều kiện nhiều khó khăn gio lịch bay chịu ảnh hưởng của thủy triều. Đây cũng là khó khăn cản trở công chúng đi ngang qua khu vực hạ cánh, và bất kỳ máy bay trong đó có vấn đề cơ khí đã được kéo lên các bờ trượt cho đến khi thủy triều rút đi.
States of Jersey quyết định xây dựng một sân bay mở cửa vào 10 tháng 3 năm 1937 với bốn đường băng cỏ, đường băng dài nhất có chiều dài 2.940 ft (896 m) với một đường giữa bằng bê tông. Đường lăn bê tông đã được thêm vào trong quá trình chiếm đóng trong thế chiến II của Luftwaffe - họ cũng xây dựng các hangar, một trong số đó, hangar của hãng hàng không Jersey Airlines, vẫn còn tồn tại mặc dù không còn được sử dụng. Một đường băng dài 4.200 ft (1.280 m) được mở vào năm 1952 và những đường băng cỏ đã được đóng. Một điểm nổi bật của sân bay trong năm 1950 là hệ thống điều khiển giao thông – đèn giao thông đã được lắp đặt để ngăn chặn các loại xe sử dụng đường từ Les Quennevais đến sân bay khi máy bay đang được chuyển đến hoặc từ các nhà chứa máy bay được sử dụng bởi B.E.A.
Đường băng được kéo dài thêm nhiều lần trong những năm qua, đạt chiều dài hiện tại 5,560 ft (1706m) vào năm 1976. Đường băng rộng 150 ft (46m). Các đường lăn bổ sung đã được thêm vài năm sau đó để cải thiện khả năng truy cập vào một đầu của đường băng. Tuy nhiên, do hạn chế chiều dài của nó, trong tháng 10 năm 2007 Thomsonfly công bố loại bỏ một số chuyến bay khi hang sử đưa vào sử dụng máy bay lớn hơn Boeing 737-800 vào đội tàu bay của mình. Designated 09/27 in 1952, the runway was redesignated 08/26 in October 2014 due to a shift in the earth's magnetic poles.
Năm 2013, sân bay phục vụ khoảng 55.000 lượt chuyến với 1,4 triệu lượt khách.

## Nhà ga
Nhà ga năm 1937 được thiết kế với một tháp kiểm soát giữa sảnh đến và khu vực khởi hành. Nhà ga được mở rộng vào năm 1976. Một nhà ga khởi hành mới tiếp giáp với nhà ga hiện có đã được mở cửa vào năm 1997. Một tháp kiểm soát không lưu mới đã được hoàn thành và khai trương vào cuối năm 2010, và toàn bộ sân bay lớn hoạt động đã được chuyển giao cho các tòa nhà mới.
Người ta dự định bắt đầu vào cuối năm 2011 phá hủy tòa nhà sân bay ban đầu, được xây dựng vào năm 1937 và trong đó có chứa một lượng lớn các amiăng nhưng công việc không bao giờ được thực hiện do nhà gai được đề cử là một tòa nhà lịch sử bảo vệ. Cuối cùng, vào ngày 17 tháng năm 2014 người ta đã xác định trên cơ sở an toàn hàng không, nhà ga cũ sẽ phải bị phá bỏ
.